# نیکو ماترن
نیکو ماترن (انگلیسی: Nico Matern؛ زادهٔ ۲۷ نوامبر ۱۹۹۲) بازیکن فوتبال اهل آلمان است.
از باشگاه‌هایی که در آن بازی کرده‌است می‌توان به باشگاه فوتبال سن پائولی اشاره کرد.